# 趙振基
趙振業（？—？），原名趙振基，字在新，號塈垣，山東青州府益都縣顏神鎮（今淄博市博山区）人，明末清初政治人物。

## 生平
萬曆四十六年（1618年）戊午科山東鄉試舉人，天啟五年（1625年）乙丑科進士。授邯鄲縣知縣，政為三輔最，徵拜雲南道監察御史，巡視漕運，回道管理章奏，崇禎七年（1634年）冬提督江南學政，拒絕首輔周延儒請託，八年（1635年）出為四川按察司副使、分巡川北，九年（1636年）升湖廣布政使司參政、分巡荊西。十一年（1638年）五月，張獻忠兵敗求撫，趙振基與湖廣巡撫余應桂力主剿滅，兵部尚書熊文燦主撫，並彈劾趙振基與余應桂執意破壞撫局，余應桂下獄，趙振基戴罪任事。十二年（1639年），張獻忠殺監軍復叛，率奇兵擊敗賀一龍。及新任巡撫至，不諳軍務，處置乖方，趙振基知事不可為，乃稱疾乞歸。歸四個月而郡城不守，闔境塗炭。
清順治三年（1646年）正月，撫按交薦，起為山西按察司僉事兼山西布政使司右參議，舉方面卓異，賜衣一襲，升廬州兵備道，引年乞休，優遊林下垂二十年，讀書自娛，與諸生布衣為耆英之會。卒年八十四。子趙進美。